# Grand Prix Hassan II 2001
Il Grand Prix Hassan II 2001  è stato un torneo di tennis giocato sulla terra rossa.
È stata la 17ª edizione del Grand Prix Hassan II,
che fa parte della categoria International Series nell'ambito dell'ATP Tour 2001.
Si è giocato al Complexe Al Amal di Casablanca in Marocco, dal 9 aprile al 16 aprile 2001.

## Campioni

### Singolare
Guillermo Cañas ha battuto in finale  Tommy Robredo con il punteggio di 7–5, 6–2.

### Doppio
Michael Hill /  Jeff Tarango hanno battuto in finale  Pablo Albano /  David Macpherson con il punteggio di 7–6(2), 6–3.